# Peder Larsen Pedersen
Peder Larsen Pedersen (født 30. november 1880 i Stubberup, død 20. januar 1966 i Kerteminde) var en dansk gymnast, som deltog i de olympiske lege 1912 i Stockholm. 
Pedersen deltog på det danske hold i svensk system ved OL 1912, hvor blot tre hold stillede op på Stockholms Stadion. Holdene kunne bestå af 16-40 gymnaster, og det svenske hold vandt klart med 937,46 point foran Danmark med 898,84 point, mens Norge blev nummer tre med 857,21 point.